# Łąkówka liliowa
Łąkówka liliowa (Neopsephotus bourkii) − gatunek małego ptaka z podrodziny dam (Loriinae) w rodzinie papug wschodnich (Psittaculidae). Ptak ten występuje w Australii, według IUCN nie jest zagrożony wyginięciem.

## Zasięg występowania
Łąkówka liliowa występuje w zach., środ.-płd. i środ.-wsch. Australii, od wybrzeży Australii Zachodniej do zach. Queenslandu i zach. Nowej Południowej Walii.

## Taksonomia
Gatunek po raz pierwszy opisał w 1841 roku angielski przyrodnik John Gould, nadając mu nazwę Neophema bourki. Jako miejsce typowe odłowu holotypu wskazał rzekę Bogan w Nowej Południowej Walii. Do monotypowego rodzaju Neopsephotus takson ten przeniósł australijski ornitolog Gregory Macalister Mathews w 1912 roku. Gatunek monotypowy.

### Etymologia
Nazwa rodzajowa: gr. νεος neos – nowy, inny; rodzaj Psephotus Gould, 1845, świergotka. Epitet gatunkowy jest eponimem honorującym gen.-maj. Sir Richarda Bourke’a (1777–1855) z armii brytyjskiej, pełniącego obowiązki gubernatora w Kolonii Przylądkowej w latach 1826–1828 oraz gubernatora Nowej Południowej Walii w latach 1831–1837. Epitet pallida: łac. pallidus – blady, ziemisty, od pallere – być bladym.

## Morfologia
Długość ciała około 19 cm; masa ciała średnio 39 g. Upierzenie koloru brązowego z ciemnymi wypustkami na ciemieniu, szyi i policzkach, na czole znajduje się niewielkie niebieskie zabarwienie. Obszar wokół oczu i u podstawy dzioba białawy, z różowym cieniowaniem na brodzie. Brązowe piersi rozlegle obszyte kolorem różowym, brzuch różowy; boki ciała, golenie, podbrzusze, pokrywy podogonowe i boki kupra koloru jasnoniebieskiego. Pokrywy skrzydeł ciemnobrązowe, lotki I rzędu łupkowo-brązowe z niebieskimi zewnętrznymi chorągiewkami pióra. Góra ogona rdzawobrązowa, z ciemniejszym dystalnie z zewnętrznymi piórami koloru bladoniebieskiego i na krawędziach białawymi; spód ogona białawy. U samicy niebieskie zabarwienie na czole czy różowy kolor na brzuchu są mało widoczne.

## Ekologia

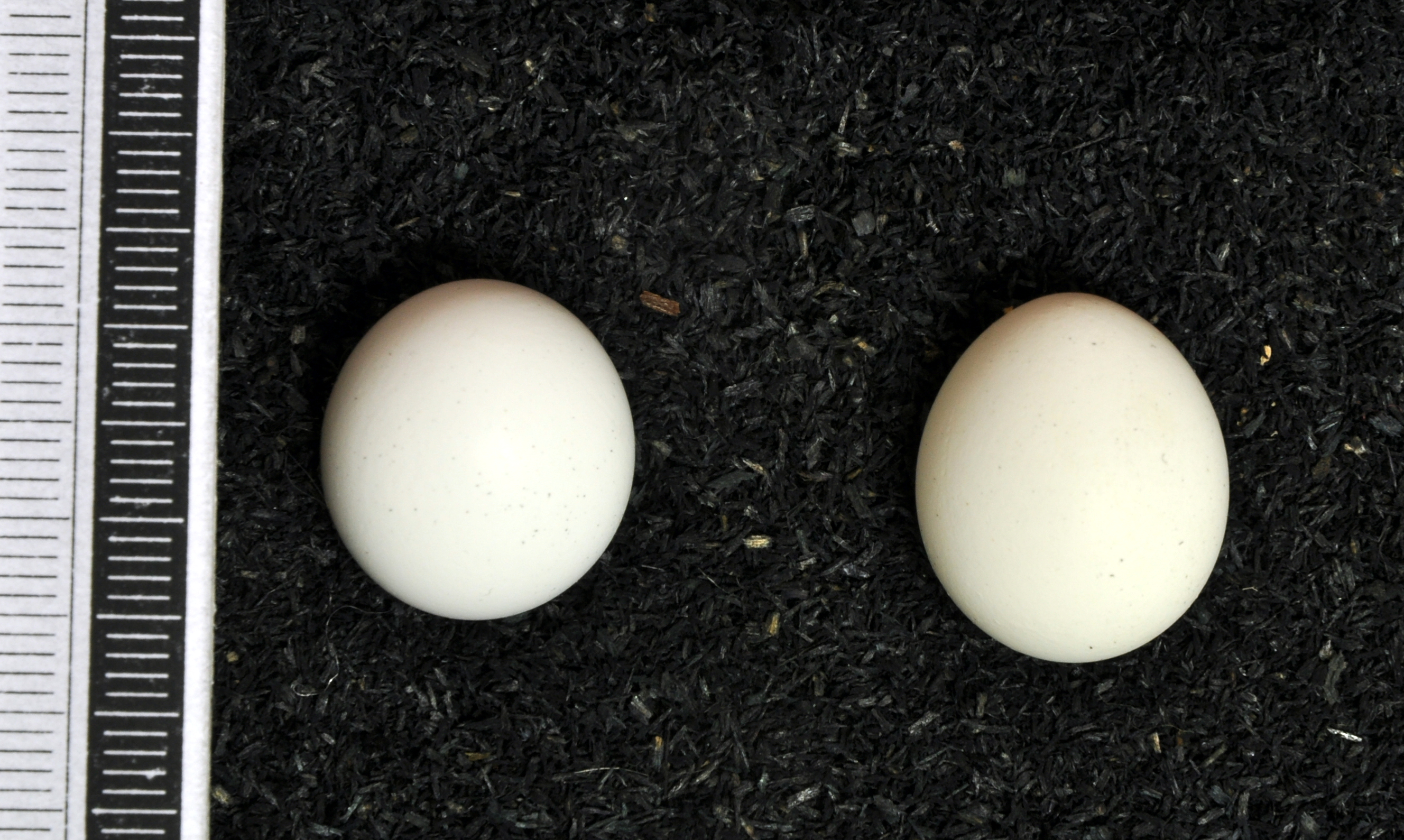
Jaja z kolekcji muzealnej

Łąkówka liliowa zamieszkuje suche zarośla akacji (Acacia), zwłaszcza tam, gdzie dominuje mulga (A. aneura). Papuga ta jest gatunkiem koczowniczym, często pozostając na danym obszarze przez wiele lat, a następnie z niego znikając. Żywi się nasionami traw, które zbiera na ziemi i z krzewów. Spożywa również pędy traw i nasiona akacji, mietelnika (Bassia) i strączyńca (Cassia).
Okres lęgowy przypada generalnie na sierpień-grudzień, ale zmienia się wraz z opadami. Gniazdo budowane jest w dziupli w drzewie, 1–3 m nad ziemią. W zniesieniu 3–6 jaj; inkubacja trwa około 18 dni. Pisklę przebywa w gnieździe około 4 tygodni.

## Status zagrożenia i ochrona
W Czerwonej księdze gatunków zagrożonych Międzynarodowej Unii Ochrony Przyrody został zaliczony do kategorii LC (ang. Least Concern – najmniejszej troski). Globalna wielkość populacji nie jest znana, lecz gatunek ten ocenia się na dość pospolity. Liczebność widocznie wzrasta, prawdopodobnie ze względu na zwiększenie się zapasów ich pokarmu z powodu instalacji urządzeń do odwadniania, chociaż można to także przypisać zmniejszeniu się liczby owiec. O spadek populacji w regionach Murray-Darling i Eyre przed 1920 rokiem obwiniane były wprowadzone tam koty, króliki i owce.